# Allemagne de l'Est aux Jeux olympiques d'été de 1972
L'Allemagne de l'Est participe aux Jeux olympiques d'été de 1972 à Munich en Allemagne de l'Ouest. 297 athlètes est-allemands, 231 hommes et 66 femmes, ont participé à 161 compétitions dans 18 sports. Ils y ont obtenu 66 médailles : 20 d'or, 23 d'argent et 23 de bronze.